# トマス・バルツァー
トーマス（またはトマス）・バルツァー（Thomas Baltzar, 1630年または1631年 リューベック - 1663年6月24日 または 7月7日 ロンドン）は、イングランド盛期バロック音楽のドイツ人作曲家・ヴァイオリン奏者。
1653年から1654年までスウェーデン女王クリスティーナの室内楽奏者（ヴァイオリニスト）を務めた後、ロンドンに行くため辞表を出す。1656年に初めてイングランドを訪れ、日記作家ジョン・イヴリンと古物蒐集家アンソニー・ア・ウッドに感銘を与える。1661年にチャールズ2世の有名な楽団「24のヴァイオリン」の団長に選ばれるが、不摂生な生活習慣が祟って、それから2年で早世した。
イングランドで初めて通奏低音を用いた作品を作曲し、無伴奏ヴァイオリン曲やヴァイオリン独奏曲、トリオ・ソナタ、弦楽合奏のための作品を残した。現在最も有名な作品は、《グラウンドによるディヴィジョン Divisions on a Ground 》であろう。バルツァーのヴァイオリン演奏は、イングランドでは前代未聞のものだったらしく、その演奏や作品ともども、おそらくヘンリー・パーセルの弦楽器の書法に多くの影響を与えた可能性がある。